# Climat en crise
Pour plus de détails, voir Fiche technique et Distribution.
Climat en crise est un documentaire réalisé par Olivier Julien et sorti en 2006,, décrivant les prévisions du super-calculateur Earth Simulator pour répondre aux questions ci-dessous avec, comme paramètre principal, une augmentation des émissions de gaz à effet de serre dans l'atmosphère, dont le niveau de CO2 comme référence principale :
- Comment la machine climatique va-t-elle s'adapter ?
- Comment les températures vont-elles évoluer ?
- À quelle(s) conséquence(s) devrons nous faire face au cours des prochaines décennies ?

Présenté par le Dr Robert Watson (directeur du GIEC pendant 6 années), ce documentaire aborde les points suivants :
- Aridification des terres,
- Ressources alimentaires planétaires,
- Vagues de chaleur dans les zones tempérées,
- Phénomènes météorologiques extrêmes,
- Équilibres écologiques et menaces inattendues,
- Habitat planétaire et réfugiés environnementaux,
- Solutions envisagées.

Durée de ce documentaire, 52 minutes, coproduction (NHK, Science, France 5 et Altomedia), archives du CNES et du CNRS.

## Fiche technique
- Titre : Climat en crise
- Réalisation : Olivier Julien
- Musique : Eddy Gronfier
- Montage : Véronique Jacquinet
- Production : Altomédia, France 5
- Durée : 52 minutes
- Date de sortie : 2006